# کندل استیک دوجی
دوجی یک الگوی شمعی متشکل از یک شمع با شکل خاص است: قیمت باز شمع برابر (یا تقریباً برابر) با قیمت بستهٔ شمع است. این شمع به عنوان دوجی در نظر گرفته می‌شود در الگوی کلاسیک دوجی، قیمت باز کردن باید با قیمت بستن شمع یکسان باشد اما ممکن است تفاوت‌های کوچکی به میزان چند تیکس وجود داشته باشد.
یک کندل دوجی ژاپنی برای معامله‌گران از اهمیت بالایی برخوردار است، به ویژه اگر در سطح بالا یا پایین روند در بازه زمانی روزانه شکل گیرد. در این حالت، احتمال بالایی برای وقوع یک معکوس یا یک اصلاح برای دارایی وجود دارد. اگرچه این کندل استیک به‌صورت نادر رخ می‌دهد، شمع دوجی به‌طور کلی نشانه‌ای از نشانه‌گذاری برای واگرایی روند برای تحلیلگران است.
بعضی از تریدرها کندل استیک‌های ویو و دوجی را شبیه هم می‌دانند. بسته به محل قرارگیری خط باز/بسته، دوجی به انواع مختلفی تقسیم می‌شود: دوجی خنثی، دوجی سنگ قبری، دوجی پا بلند و دوجی سنجاقک. هر کدام از این الگوها دارای تأثیرات خود برای جلب جهت حرکت بازار و واگرایی روند هستند.

## دوجی سنجاقک
به کندلی که در آن قیمت باز و بسته شدن باهم برابر باشند و فاقد سایه بالایی باشد الگوی دوجی سنجاقک گفته می‌شود. این الگو به حرف انگلیسی T شباهت دارد. کندل استیک سنجاقک نشان‌دهندهٔ عدم تصمیم‌گیری در بازار است و روند نزولی قیمت را به روند صعودی تبدیل می‌کند.

## دوجی سنگ قبر
به کندلی که در آن قیمت باز و بسته شدن باهم برابر باشند و فاقد سایه پایینی باشد الگوی دوجی سنگ قبر گفته می‌شود. رنگ دوجی سنگ قبر اهمیتی ندارد اما محل قرارگیری آن در چارت مهم است. وجود دوجی سنگ قبر در قله‌ها و دره‌ها از اهمیتی خاصی برخودار است. تفاوت اصلی الگوی دوجی سنگ قبر با سنجاقک این است که سنگ قبر دوجی یک روند نزولی را پیش‌بینی می‌کند در حالی که سنجاقک دوجی تغییر روند صعودی را پیش‌بینی می‌کند.